# Aeroportul Sangley Point
Aeroportul Sangley Point (IATA: SGL, ICAO: RPLS) este un aeroport din Cavite City⁠(d), Cavite⁠(d), Calabarzon⁠(d), Luzon⁠(d), Filipine. Aeroportul a fost tranzitat în 2022 de 683 de pasageri.
aeroportul dispune de o singură pistă.